# 神威天臺山道場
一貫道寶光建德神威天臺山道場位于台灣高雄市六龜區，占地面积约300余公顷，是亚洲最大的一贯道道场。它隶属于一贯道各大组线中的宝光组线，于2008年建成。其主要由白陽聖殿、祖師聖殿、皇母聖殿等三大殿及其它设施組成。建成以来经常有举办各项法会及其它宗教活动。全球第一所一贯道大学一贯道天皇学院即以此为校址。

## 外部連結
- 一貫道寶光建德神威天臺山道場的Facebook專頁
- 寶光建德全球資訊網 （页面存档备份，存于）